# Severina (cràter)
Severina és un cràter amb coordenades planetocèntriques de -71.51 ° de latitud nord i 286.17 ° de longitud est, sobre la superfície de l'asteroide del cinturó principal (4) Vesta. Fa 34.74 km de diàmetre. El nom adoptat com a oficial per la UAI el 27 de desembre de 2011 fa referència a Severina, una verge vestal romana.